# 山東西路
山东西路，金朝的路。
金朝改宋朝分京东西路为山东西路。治所是东平府（今山东省东平县）。这是山东作为政区之名的开始。包括今山东省泰山以南，成武县、金乡县以北，蒙山以西，聊城市、阳谷县、菏泽市以东，高唐县以南；江苏省邳州市、泗阳县以西，废黄河以北。管辖东平府、泰安州（今山东省泰安市）、德州（今山东省陵县）、博州（今山东省聊城市）、济州（今山东省济宁市）、兖州（今山东省兖州市）、滕州（今山东省滕州市）、徐州（今江苏省徐州市）、邳州（今江苏省邳州市南）。元朝废除。

## 长官
关于金朝的山东西路兵马都总管兼东平尹，参见东平府